# Sorry for Party Rocking (chanson)
Singles de LMFAO
Livin' My Love
(2011)
Sorry for Party Rocking est une chanson interprétée par le duo américain LMFAO. Il s'agit du quatrième single sorti le 9 janvier 2012, issue de leur album Sorry for Party Rocking sorti en 2011. La chanson a été écrite et produite par Stefan "Redfoo" Kendal Gordy.

## Listes des pistes
| 1. | Sorry for Party Rocking (Album Version) | 3:24 |

## Clip vidéo
Le clip montre une fête de Redfoo avec des voitures de services (ambulance, police, etc.) qui veulent s'y rendre. Dans l'une d'elles se trouve Skyblu. Le voisin revient plusieurs fois pour les empêcher d'écouter leur musique à cause du bruit. Les officiers de la sécurité, les livreurs et les ambulanciers ne peuvent s'empêcher au contact de cette musique de danser, au lieu de faire leur travail. Même la femme du voisin ne peut s'empêcher. À la fin Redfoo et Skyblu tombent dans un coma éthylique. Ils sont transportés tandis que Redfoo fait tomber ses écouteurs avec la musique Party Rock Anthem au main d'un jeune garçon qui apparait dans le clip de cette chanson justement. Le clip se termine lorsque Skyblu ouvre les yeux dans hôpital.
L'acteur d'Alerte à Malibu David Hasselhoff y fait une apparition.

## Crédits
- Voix — LMFAO
- Producteur — Redfoo
- Paroles — Stefan Kendal Gordy, Skyler Husten Gordy, Erin Beckiver
- Label : Interscope

## Classement
| Classement (2012)                       | Meilleure position |
| --------------------------------------- | ------------------ |
| Australie (ARIA)                        | 32                 |
| Autriche (Ö3 Austria Top 40)            | 22                 |
| Belgique (Flandre Ultratop 50 Singles)  | 15                 |
| Belgique (Wallonie Ultratop 50 Singles) | 8                  |
| Canada (Hot 100)                        | 31                 |
| Écosse (OCC)                            | 17                 |
| Espagne (PROMUSICAE)                    | 48                 |
| États-Unis (Hot 100)                    | 49                 |
| États-Unis (Pop Airplay)                | 19                 |
| États-Unis (Dance Club Songs)           | 32                 |
| Finlande (Suomen virallinen lista)      | 18                 |
| France (SNEP)                           | 16                 |
| Hongrie (Rádiós Top 40)                 | 20                 |
| Irlande (IRMA)                          | 18                 |
| Nouvelle-Zélande (RMNZ)                 | 27                 |
| Pays-Bas (Single Top 100)               | 35                 |
| Portugal (AFP)                          | 17                 |
| Tchéquie (IFPI Rádio)                   | 51                 |
| Royaume-Uni (UK Dance Chart)            | 5                  |
| Royaume-Uni (UK Singles Chart)          | 23                 |
| Slovaquie (IFPI Rádio)                  | 40                 |
| Suisse (Schweizer Hitparade)            | 43                 |

### Certifications
| Pays     | Organisme | Certification | Vente  |
| -------- | --------- | ------------- | ------ |
| Danemark | IFPI      | Or            | 15 000 |

## Historique de sortie
| Pays        | Date            | Format                 | Label              |
| ----------- | --------------- | ---------------------- | ------------------ |
| Australie   | 9 janvier 2012  | Téléchargement digital | Interscope Records |
| États-Unis, | 17 janvier 2012 | Téléchargement digital | Interscope Records |